# Zalkind Hourwitz
Pour les articles homonymes, voir Hurwitz.

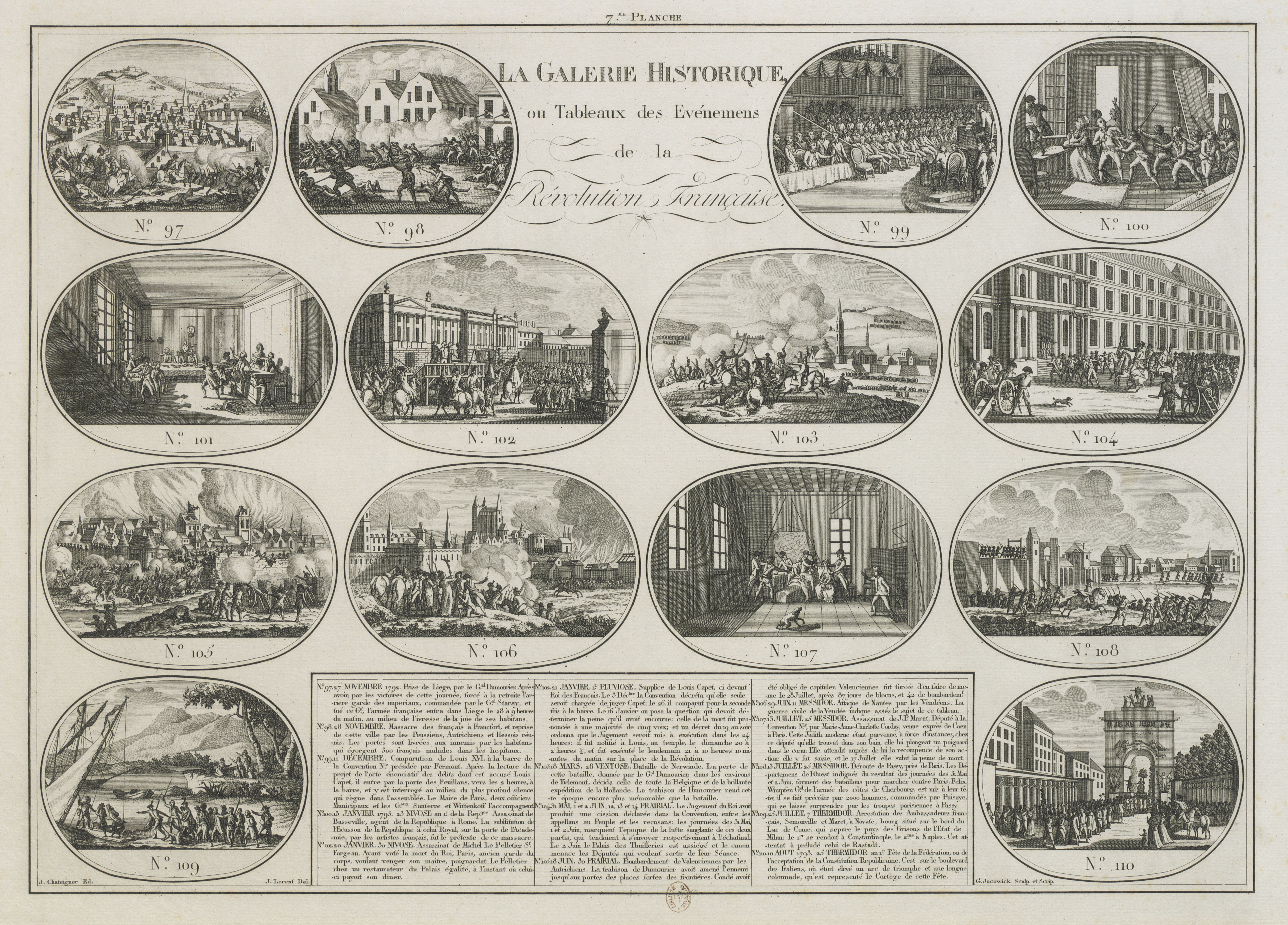
Planche de « La Galerie historique ou Tableaux des évènements de la Révolution française » (v. 1790)

Zalkind Hourwitz, né en 1751 en Pologne-Lituanie et mort en 1812, est un Juif polonais de Lublin, vivant à Metz puis à Paris, écrivain, militant actif dans les discussions politiques de la Révolution française. Sa contribution à l'émancipation des Juifs intitulée Apologie des juifs, est primée en 1788.

## Biographie

### Première vie
Zalkind Hourwitz est un Juif polonais issu d'un village près de Lublin. Jeune homme, il quitte son pays natal et se rend à Berlin où il gagne son revenu en donnant des cours particuliers à des enfants riches. Ici, il a peut-être des contacts avec Moses Mendelssohn et son entourage avant de se rendre à Metz. 
En 1774, il s'installe à Paris où il vend des vêtements usagés le jour et s'intéresse aux œuvres d'Ovide, Molière, Voltaire ou Rousseau la nuit.

### Apologie des juifs

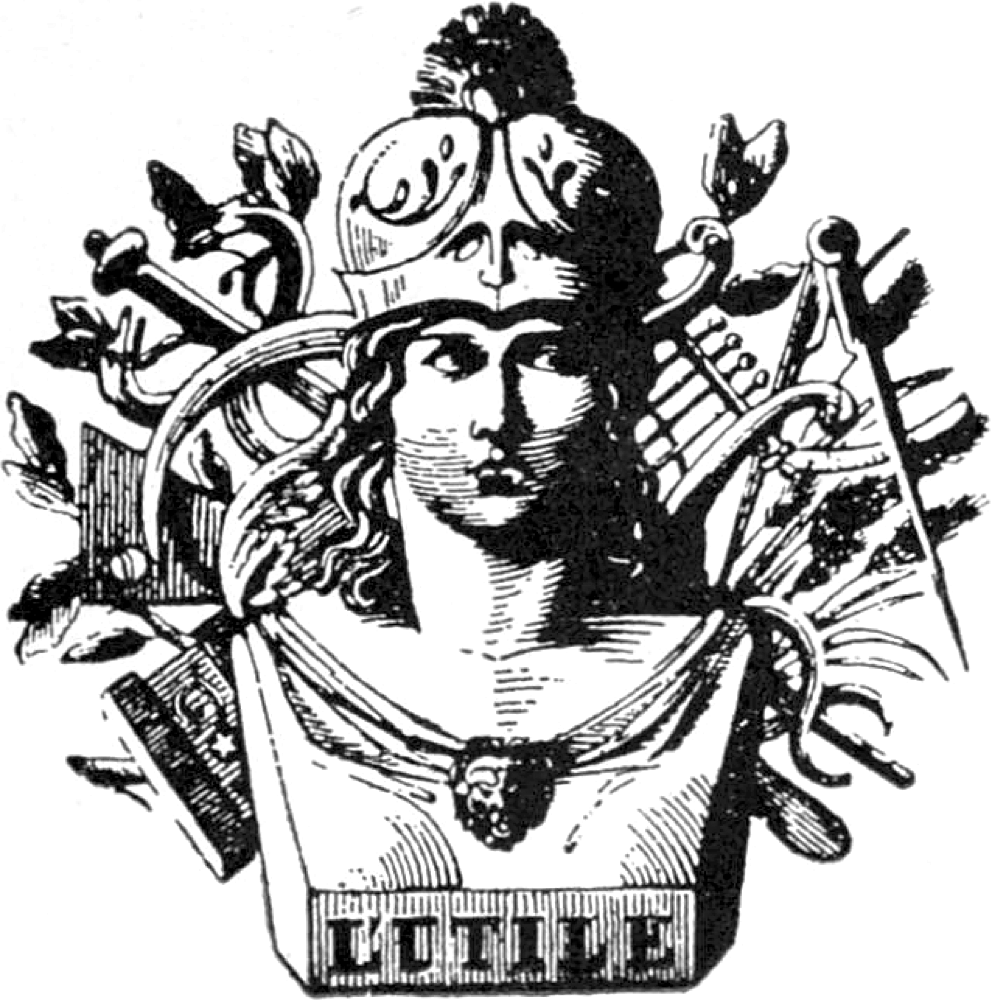
Sceau de l'actuelle Académie nationale de Metz

À Metz où il séjourne, les 2 000 juifs de la ville représentent la plus grande population juive de l'est de la France. En 1787 et 1788, la Société royale des arts et des sciences de la ville de Metz organise son concours annuel d'enquête sur la « question juive ». Hourwitz est le seul Juif à concourir en 1788.
Son Apologie des juifs est l'une des trois contributions primées à la question de la Société royale : "Y a-t-il des moyens pour rendre les Juifs plus heureux et plus utiles en France?",. Une autre de ces contributions émane d'un personnage devenu célèbre par la suite, l'Abbé Grégoire qui remporte le concours face à lui, avec également l'avocat protestant Claude Thiéry.

Extrait du mémoire de Zalkind Hourwitz :
 « Le moyen de rendre les juifs heureux et utiles ? Le voici, cesser de les rendre malheureux et inutiles, en leur accordant, ou plutôt en leur rendant le droit de citoyen, dont vous les avez privés contre toutes les lois divines et humaines et contre vos propres intérêts, comme un homme qui, de gaieté de cœur, se rendrait perclus d'un de ses membres ».

Dans son Apologie des juifs, Hourwitz réclame tous les privilèges de la citoyenneté, y compris la propriété foncière, la liberté professionnelle et l'éducation. Il demande également qu'on les laisse pratiquer « tous les arts libéraux et mécaniques et l'agriculture ». Cependant, en tant que partisan des idéaux des Lumières et de la Haskala (Maskil) - et contrairement à Berr-Isaak Berr -, il critique également le pouvoir étendu que les dirigeants juifs ont dans la communauté et exige que « qu'il soit strictement interdit aux rabbins et dirigeants de revendiquer la moindre autorité sur leurs coreligionnaires en dehors de la synagogue ». Il conseille vivement d'interdire aux Juifs « l'usage de la langue et des caractères hébreux et allemands [yiddish] dans leurs livres de comptes et contrats commerciaux, que ce soit entre eux ou avec des chrétiens ». Il envisage même la possibilité d'encourager ainsi la conversion au christianisme, dès lors que les Juifs seront libres et donc plus dans l'attente du Messie libérateur, ce qui montre à l'évidence les « nombreuses difficultés et préjugés auxquels sont confrontés les Juifs » à l'époque. 
« Faut-il tant de verbiages et de citations pour prouver qu'un Juif est un homme, et qu'il est injuste de le punir dès sa naissance pour des vices réels ou supposés qu'on reproche à d'autres hommes avec lesquels il n'a de commun que la croyance religieuse ? Et que diraient les Français si l'Académie de Stockholm avait posé, il y a douze ans, la question suivante : « Y a-t-il moyen de rendre les catholiques plus utiles et plus heureux en Suède ? »
Pour répondre à la question posée par la Société royale, il rejette avec défi la nécessité d'une régénération juive pour soutenir dans son Apologie que ce sont les chrétiens qu'il faut régénérer.
Son pamphlet lui vaut rapidement une réputation dans les cercles réformistes, bien que son langage soit trop apologétique selon les normes d'aujourd'hui.

### Durant la révolution
- août 1788:
  - Hourwitz, avec Claude Antoine Thiery et l'Abbé Grégoire, remporte le concours de la Société royale de Metz.
- mars 1789:
  - il publie l'Apologie des Juifs.
- mai 1789:
  - Hourwitz est nommé secrétaire-interprète de la Bibliothèque du Roi, soit une première pour un Juif.
- septembre 1789:
  - le Journal de Paris comprend une longue revue de l'Apologie des Juifs.
- octobre 1789:
  - Hourwitz fait don d'un quart de son salaire net à la Révolution.
- février 1790:
  - la Commune de Paris adopte à l'unanimité une résolution demandant à l'Assemblée nationale de reconnaître les juifs comme citoyens.
- juin 1790:
  - Hourwitz se présente devant l'Assemblée nationale dans le cadre d'une «délégation d'étrangers».
- octobre 1792:
  - Hourwitz est démis de ses fonctions à la Bibliothèque nationale avec onze autres.
- janvier 1793:
  - Hourwitz déclare publiquement qu'il est contre l'exécution du roi Louis XVI.
- décembre 1793 et janvier 1794:
  - Hourwitz se présente devant le comité révolutionnaire de la section de la Réunion.
- avril 1794:
  - Hourwitz demande à Saint-Just une « explication » du décret interdisant aux étrangers de résider à Paris ou dans les ports[10].

## Publications
- Apologie des Juifs en réponse à la question : Est-il des moyens de rendre les Juifs plus heureux et plus utiles en France? (1789). Réédition in La Révolution française et l'émancipation des Juifs, vol. 4. Paris, Editions d'Histoire Sociale (1968)
- Polygraphie, ou, L'art de correspondre à l'aide d'un dictionnaire, dans toutes les langues, même dans celles dont on ne possède pas seulement les lettres alphabétiques (1801)
- Origine des langues (1805/1808)
- Lacographie ou écriture laconique, aussi vite que la parole (1811)